# Irène Romanova
Irène Mikhaïlovna Romanova (en russe : Ирина Михайловна Романова), née le 22 avril 1627 et morte le 8 février 1679, est une tsarevna russe, fille aînée du tsar Michel de Russie et d'Eudoxie Strechnieva, une femme noble de Mojaïsk, épousée en secondes noces. Elle était la sœur aînée d'Alexis de Russie.